# ナス科
ナス科（ナスか、学名：Solanaceae）は、双子葉植物綱キク亜綱ナス目（クロンキスト体系）の科の1つ。115属2678種からなる大きな群である。ナスに加え、ジャガイモやトマトなど多くの有用植物が属している。

## 特徴
熱帯から温帯にかけて、世界では115属2678種ほどがあり、その多くはナス属に分類される。ナスやトマト、ジャガイモなどが属するナス属、トウガラシやピーマンなどが属するトウガラシ属、タバコなどが属するタバコ属、チョウセンアサガオなどが属するチョウセンアサガオ属、ホオズキなどが属するホオズキ属、ペチュニアなどが属するペチュニア属などが知られている。多くは一年草もしくは多年草、低木の木本がある。葉は互生し単葉だが、まれに複葉のものもある。花は両性花で放射相称で、花冠が5裂するのが特徴。ピーマンやトマトを輪切りにすると、5つに分かれているのが確認できる。雄ずいは5本あり、花冠裂片と互生して花筒につく。葯は2室で、先に孔が開くか縦裂する。子房は上位で2室で花の中線に対して斜めになり、膨れた中軸胎座に多数の倒生または半倒生胚珠をつける。漿果あるいは蒴果をつける。種子には胚乳がある。アルカロイドを含み薬用になるものもあれば、有毒なものもある。ナス科のアルカロイドにはソラニン、ソラソジンなどがあり、多くはステロイド骨格を持つ（ニコチンはピリジン誘導体）。

## 利用
ナスやトマト、トウガラシ、ピーマンなど果実を食用にする種が多く、ほかにジャガイモのように塊茎を食用とするもの、タバコのように嗜好品として栽培されるもの、ホオズキやペチュニアなど観賞用に栽培されるものなど、利用の幅は広い。また、一般に特有のアルカロイドを含むために、多様な生理作用をもつ。これらは薬用や香辛料として用いられる場合もあるが、一般には強い刺激性や毒性を持つ。なお、食用とされる作物では品種改良により可食部にはアルカロイドが含まれないが、ジャガイモの芽・茎（ソラニン）や未熟なトマト（トマチン）などのように非可食部は有毒である場合がある。

## 主なナス科の植物
- ナス属 Solanum
  - ソラヌム・エチオピクム Solanum aethiopicum （ジロ (植物)は栽培品種）
  - アメリカイヌホオズキ Solanum americanum
  - ワルナスビ Solanum carolinense
  - タマリロ Solanum betaceum
  - トマト Solanum lycopersicum（Lycopersicon esculentum）
  - ヒヨドリジョウゴ Solanum lyratum
  - ツノナス Solanum mammosum
  - ナス Solanum melongena
  - ペピーノ Solanum muricatum
  - イヌホオズキ Solanum nigrum
  - タマサンゴ（リュウノタマ、フユサンゴ） Solanum pseudocapsicum
  - ルリイロツルナス Solanum seaforthianum
  - ジャガイモ Solanum tuberosum

- トウガラシ属 Capsicum
  - トウガラシ（ピーマン、パプリカ）Capsicum annuum
  - アヒ・アマリージョ Capsicum baccatum
  - ウルピカ Capsicum cardenasii
  - カプシクム・キネンセ Capsicum chinense
  - キダチトウガラシ Capsicum frutescens
  - ロコト Capsicum pubescens

- タバコ属 Nicotiana
  - シュッコンタバコ N. alata
  - タバコ Nicotiana spp.

- チョウセンアサガオ属 Datura
  - チョウセンアサガオ Datura metel
  - アメリカチョウセンアサガオ Datura inoxia
  - シロバナヨウシュチョウセンアサガオ Datura stramonium

- キダチチョウセンアサガオ属 Brugmansia （ブルグマンシア、エンジェルズトランペット）
  - コダチチョウセンアサガオ Brugmansia arborea
  - キダチチョウセンアサガオ Brugmansia suaveolens

- ホオズキ属 Physalis
  - ホオズキ Physalis alkekengi var. franchetii
  - オオブドウホオズキ Physalis philadelphica（トマティージョ、Tomatillo）他

- イガホオズキ属 Physaliastrum
  - イガホオズキ Physaliastrum japonicum
- ハダカホオズキ属 Tubocapsicum
  - ハダカホオズキ Tubocapsicum anomalum
- ペチュニア属 Petunia
  - ペチュニア、サフィニア Petunia x hybrida

- ハシリドコロ属 Scopolia
  - ハシリドコロ Scopolia japonica

- ヒヨス属 Hyoscyamus
  - ヒヨス Hyoscyamus niger

- ベラドンナ属 Atropa
  - ベラドンナ Atoropa belladonna

- マンドラゴラ属（コイナス属） Mandragora
  - マンドレイク Mandragora officinarun

- クコ属 Lycium
  - クコ Lycium rhombifolium（L. chinense）

- カリブラコア属 Calibrachoa
  - ミリオンベル Calibrachoa sp.
- ノラナ属 Nolana
  - ノラナ Nolana sp.